# Barastre
Barastre é uma comuna francesa na região administrativa de Altos da França, no departamento de Pas-de-Calais. Estende-se por uma área de 7,64 km². Em 2010 a comuna tinha 311 habitantes (densidade: 40,7 hab./km²).